# 10 Dias Perdidos
10 Dias Perdidos é uma série de histórias em quadrinhos independente publicada pelo artista Sam Hart a partir de 2018.
A história ocorre durante o período de dez dias em que a Europa trocou o calendário juliano pelo gregoriano e acompanha a jovem astróloga Sophya Brahe que tem exatamente esses dez dias para salvar a humanidade e a magia em um mundo no qual humanos e deidades estão congelados, com a misteriosa exceção dela própria. A personagem conta ainda com a ajuda de um pequeno grupo de deuses e entidades mitológicas que conseguiu reunir.
Todos os volumes da série foram viabilizados através de financiamento coletivo pela plataforma Catarse. O oitavo e último volume foi lançado em 2022.
Em 2023, a série ganhou o 35º Troféu HQ Mix na categoria de melhor publicação em minissérie.